# 3rd Virginia Cavalry
Troisième régiment de cavalerie de volontaires de Virginie
Le 3rd Virginia Volunteer Cavalry (troisième régiment de cavalerie de volontaires de Virginie) est un régiment un régiment de cavalerie levé en Virginie pour servir dans l'armée des États confédérés pendant la guerre de Sécession. Il s'est battu pour la plupart du temps avec l'armée de Virginie du Nord.

## Historique
Le 3rd Virginia Cavalry est organisé avec des compagnies indépendantes, et entre au service de la Confédération le 1er juillet 1861. Le régiment est formé avec onze compagnies, par la suite réduit à dix. Il est aussi appelée 2nd Regiment jusqu'en octobre.
Ses membres sont enrôlés dans les comtés de la région de Mecklembourg, Elizabeth City, New Kent, Halifax, Nottoway, Cumberland, Dinwiddie et Prince Edward.

### Combats
Au début du conflit, deux compagnies du 3rd Virginia Cavalry sous les ordres du commandant John Bell Hood participent à la bataille de Big Bethel.
Pendant un temps, six compagnies servent dans le département de la péninsule et quatre dans le district de la Vallée. Plus tard, l'unité est affectée dans la brigade de F. Lee, Wickham, et Munford de l'armée de Virginie du Nord. Elle combat dans de nombreuses batailles de Williamsburg à Fredericksburg, puis est impliquée dans les engagements à Kelly's Ford, Chancellorsville, Brandy Station, Upperville, Gettysburg, Bristoe, Mine Run, la Wilderness, Todd's Tavern, Spotsylvania, Haw's Shop, et Cold Harbor.
Le lieutenant-colonel John T. Thornton est mortellement blessé par un tir d'artillerie de l'Union qui explose à ses côtés lors de la bataille d'Antietam. Il est emmené dans une petite ferme à proximité où le chirurgien tente vainement de le sauver avec une amputation. Il meurt douze heures plus tard.
Le 3rd Virginia participe aux opérations d'Early dans la vallée de la Shenandoah et la campagne d'Appomattox. Le régiment participe à la bataille de Five Forks, au cours de laquelle le capitaine Jesse S. Jones apportera deux prisonniers de l'Union, appartenant à une brigade du Ve corps, auprès général Munford puis aux généraux Fitz Lee et Pickett qui prennent alors conscience du mouvement des forces de l'Union(p79),.

### Effectifs
Il y a 210 hommes à Gettysburg, mais trois seulement se rendent le 9 avril 1865. Ses commandants sont les colonels Thomas F. Goode, Robert Johnston et Thomas H. Owen ; les lieutenants-colonels William R. Carter, William M. Feild, et John T. Thornton ; et les commandants Henry Carrington et Jefferson C. Phillips. Pendant son service avec le régiment de Carter tient un journal de campagne, une partie est publiée en 1998 sous le titre Sabres, Saddles, and Spurs.
Le futur président de la chambre des déléguée de Virginie et juge de la cour suprême de Virginie Benjamin W. Lacy commande une compagnie du 3rd Virginia.
Le chirurgien confédéré et diariste de la guerre de Sécession, le Dr Richard Eppes sert d'abord dans le 3rd Virginia, avant de fournir un substitut pour terminer le terme de son service.